# Cliona undulatus
Cliona undulatus är en svampdjursart som först beskrevs av George och Wilson 1919.  Cliona undulatus ingår i släktet Cliona och familjen borrsvampar.
Artens utbredningsområde är North Carolina. Inga underarter finns listade i Catalogue of Life.